# SableVM
SableVM — разработанный по методологии «чистой комнаты» интерпретатор Java-байткода, реализующий спецификации виртуальной машины Java (второе издание).
SableVM была разработана для создания надёжной, весьма переносимой, эффективной и полностью соответствующей спецификациям (спецификация JVM, Java Native Interface, Invocation interface, Debug interface и т. д.) виртуальной машины Java, которую можно было бы легко поддерживать и расширять. В настоящее время уже не поддерживается.

## Обзор
В основе SableVM лежит интерпретатор, использующий передовые методы обеспечения высокой производительности, приближающейся к производительности JIT-компилятора, сохраняя при этом преимущества интерпретаторов: переносимость, поддерживаемость и простота. эта простота делает исходный код SableVM весьма доступным и простым для понимания для новых пользователей/программистов.
SableVM является свободным программным обеспечением — она распространяется под лицензией GNU Lesser General Public License (LGPL). Он также использует GNU Classpath (авторские права принадлежат FSF), который распространяется под лицензией GNU General Public License with linking exception.
SableVM является первой свободной виртуальной машиной для Java, включающей поддержку JVMDI (Java Virtual Machine Debugging Interface) и JDWP (Java Debug Wire Protocol). Эти стандартные Java интерфейсы отладки используются, например, Eclipse для создания богатой и удобной для пользователей среды разработки Java.